# L'Homme qui cherche son assassin
Pour plus de détails, voir Fiche technique et Distribution.
L'Homme qui cherche son assassin (titre original : Der Mann, der seinen Mörder sucht) est un film allemand réalisé par Robert Siodmak, sorti en 1931.

## Synopsis
Hans Herfort veut se tirer une balle parce qu'il est endetté. Peu de temps avant sa timide tentative de suicide, il surprend le cambrioleur Otto Kuttlapp, qui vient d'entrer dans son appartement. Otto, en revanche, est assez étonné lorsqu'Hans, menacé par le pistolet, lui dit de lui tirer dessus. Le voleur ne veut pas devenir un aide-suicide, mais consulte son organisation «White Vest» sur les circonstances dans lesquelles il pourrait aider au suicide. Puisqu'il pourrait faire face à trois ans de prison dans le pire des cas, il veut 5000 Reichsmarks par paiement - Hans accepte et établit un contrat correspondant. Cependant, comme Otto n'est pas prêt à commettre un meurtre si mal préparé, il demande douze heures pour l'exécuter. Pendant ce temps, il doit assassiner Hans, mais il ne sait ni quand ni où.
Hans va dans une boîte de nuit, où il voit ses amis, mais reste seul au bar. Le jeune minou lui demande de danser pour échapper à son admirateur impie, le commis aux assurances Adamowski. Otto tente sa première tentative d'assassinat avec une bombe avec une fusée horaire, qui est volée par un pickpocket. Dans le taxi, Hans révèle à Kitty qu'il sera assassiné. Elle est horrifiée. Dans l'appartement, elle essaie d'empêcher une éventuelle attaque meurtrière contre Hans en fermant les stores et en éteignant les lumières, ce qui entraîne le désespoir d'Otto, qui se cache devant la fenêtre. Exaspéré, il confie la mission d'assassinat au professionnel Jim.
Alors que Hans avait sa propre nécrologie publiée dans le journal, ses quatre amis se sont précipités vers son appartement le lendemain, où ils l'ont retrouvé vivant. Ensemble, ils décident de rendre visite à Otto et de le dissuader du meurtre. Hans est presque complètement masqué et transporté dans l'ambulance en tant que personne gravement blessée, de sorte qu'il n'est pas reconnaissable. Otto, cependant, qui pense être suivi par la police, utilise rapidement l'ambulance comme véhicule d'évacuation jusqu'à ce que Hans l'emmène avec de l' éther.peut étourdir et arrêter la voiture. Depuis qu'Otto admet qu'il a déjà vendu le travail à un autre tueur, Hans autorise volontairement la police à l'arrêter pour une affaire mineure. Il se retrouve aussitôt dans la cellule dans laquelle son nouveau tueur Jim est également emprisonné, mais ne se révèle pas à lui. Ils éclatent ensemble et Jim se précipite dans l'appartement de Hans, car il ne lui reste que quelques minutes pour s'occuper du meurtre. Hans se révèle, mais voit à travers la fenêtre de l'appartement que Kitty embrasse un inconnu - en réalité, Adamowski essaie seulement de calmer Kitty, car il a pu collecter des fonds pour libérer Hans du contrat. Cinq minutes avant sa mort, il veut au moins affronter son rival et Jim le comprend.
Dans l'appartement, il y a des scènes mouvementées, des allégations et des claquements de porte qui rendent le meurtre impossible pour Jim debout devant la fenêtre. Il se précipite dans l'appartement, le coup du pistolet manque, un couteau lancé se coince dans la porte et tandis que le fusible de la bombe lancée brûle encore lentement, Adamowski offre à Jim 25 000 Reichsmarks pour garder tout le monde en vie. Jim est d'accord. La bombe ne fait que détruire l'appartement. Peu de temps après, dans les décombres de l'appartement, a lieu le mariage de Kitty et Hans, auquel assistent tous les membres du « gilet blanc ».

## Fiche technique
- Titre original : Der Mann, der seinen Mörder sucht
- Titre français : L'Homme qui cherche son assassin
- Réalisation : Robert Siodmak
- Scénario : Curt Siodmak, Billy Wilder et Ludwig Hirschfeld
- Musique : Friedrich Hollaender et Franz Waxman
- Production : Erich Pommer
- Pays d'origine :  République de Weimar
- Langue : Allemand
- Tournage : d'octobre à décembre 1930
- Format : Noir et blanc — 35 mm — 1,20:1 — Son : Mono (Tobis-Klangfilm)
- Genre : Comédie
- Date de sortie : 1931

## Distribution
- Heinz Rühmann : Hans Herfort
- Lien Deyers : Kitty
- Raimund Janitschek : Otto Kuttlapp
- Hans Leibelt : Adamowski
- Hermann Speelmans (en) : Jim
- Friedrich Hollaender : Président de 'Weisse Weste'
- Gerhard Bienert : Policier
- Roland Varno